# Bacillariophycidae
Bacillariophycidae o Bacillariophyceae sensu stricto son un grupo de diatomeas cuyas frústulas son pennadas y presentan una estructura media lineal llamada rafe. Son muy comunes y se encuentran en el mar, agua duce y suelo húmedo. Tienen mayormente una forma característica oval y alargada, con patrones ornamentales de simetría bilateral compuestos de una serie de líneas transversales (estrías).

## Galería

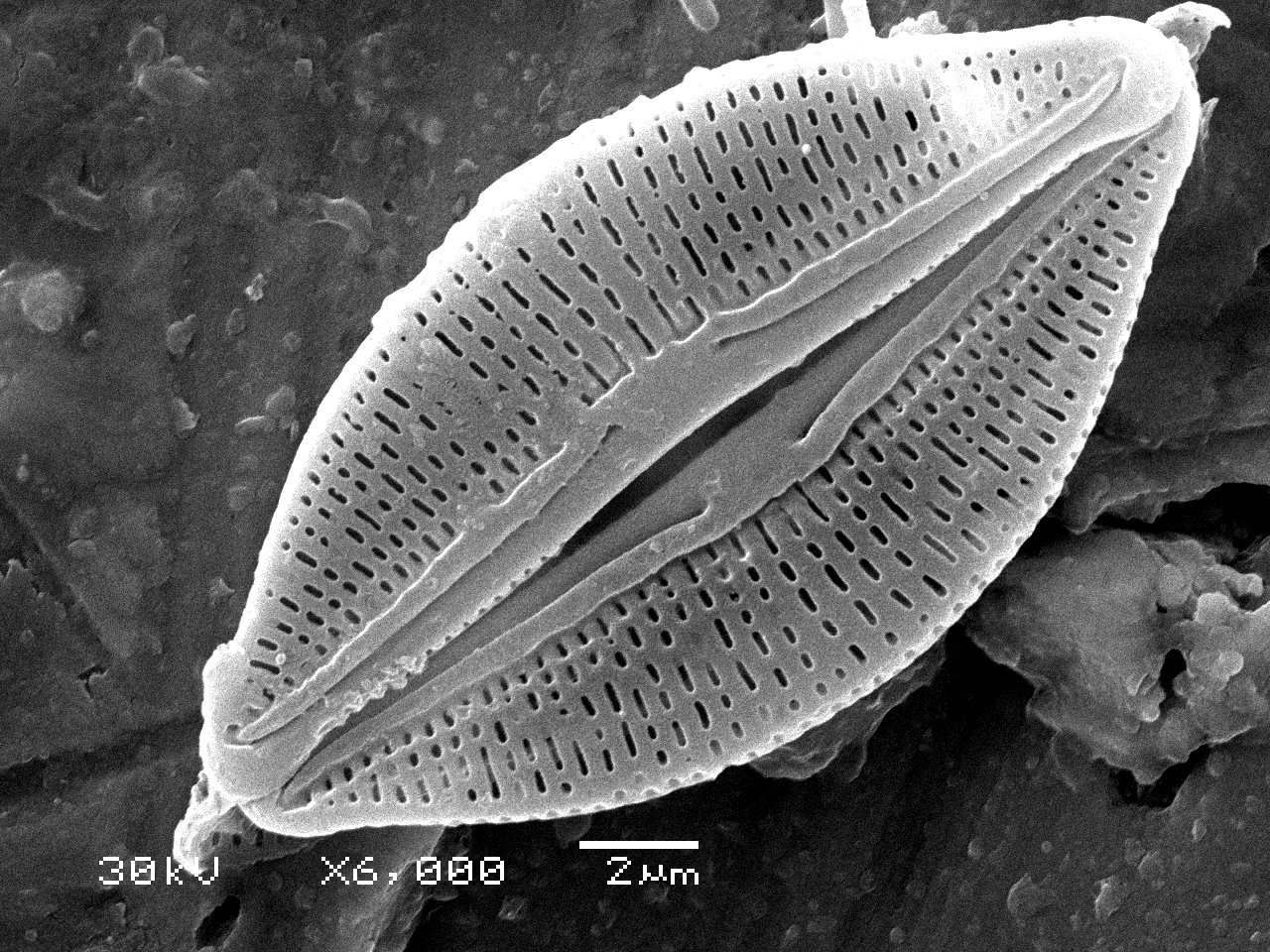
Amphora
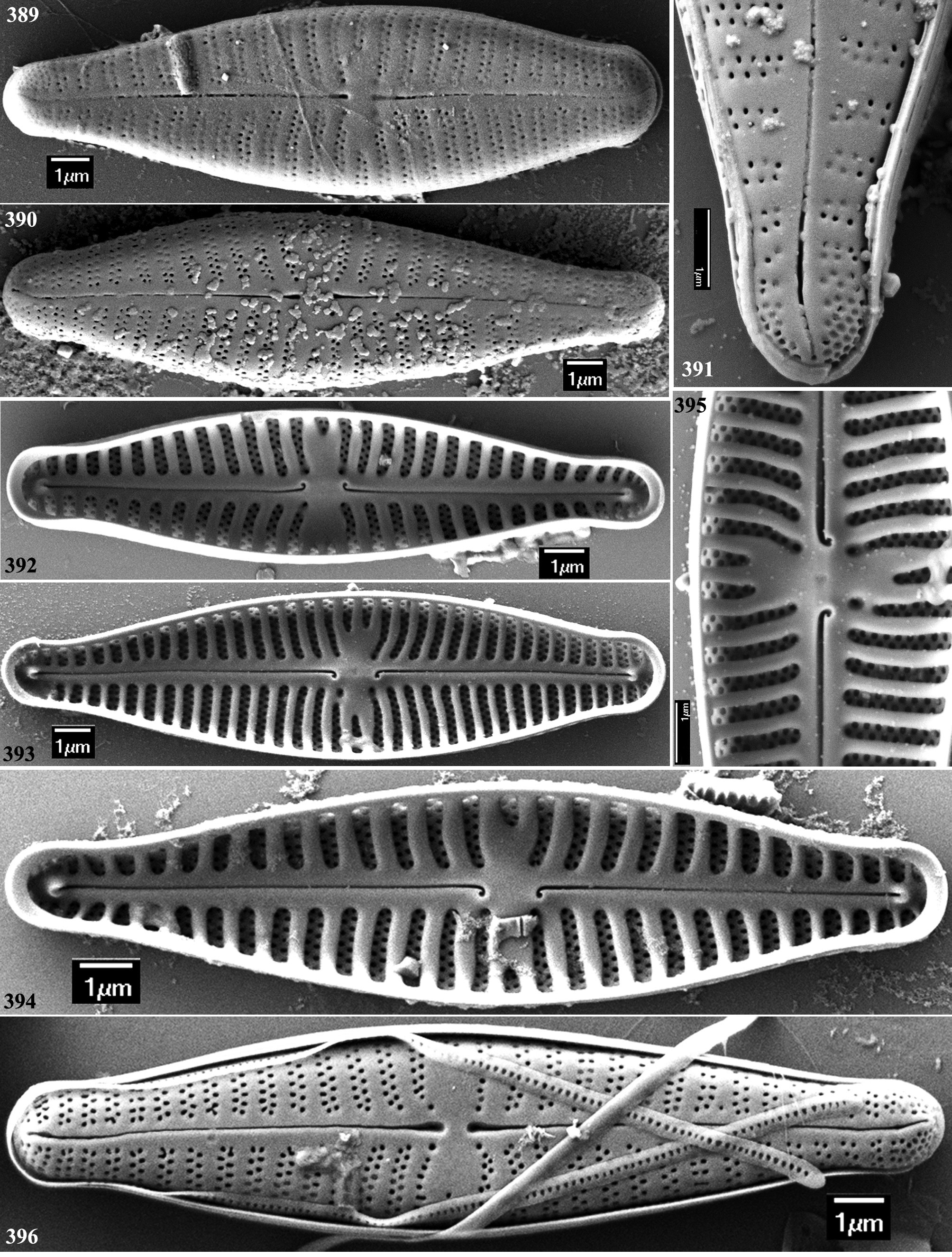
Gomphoneis
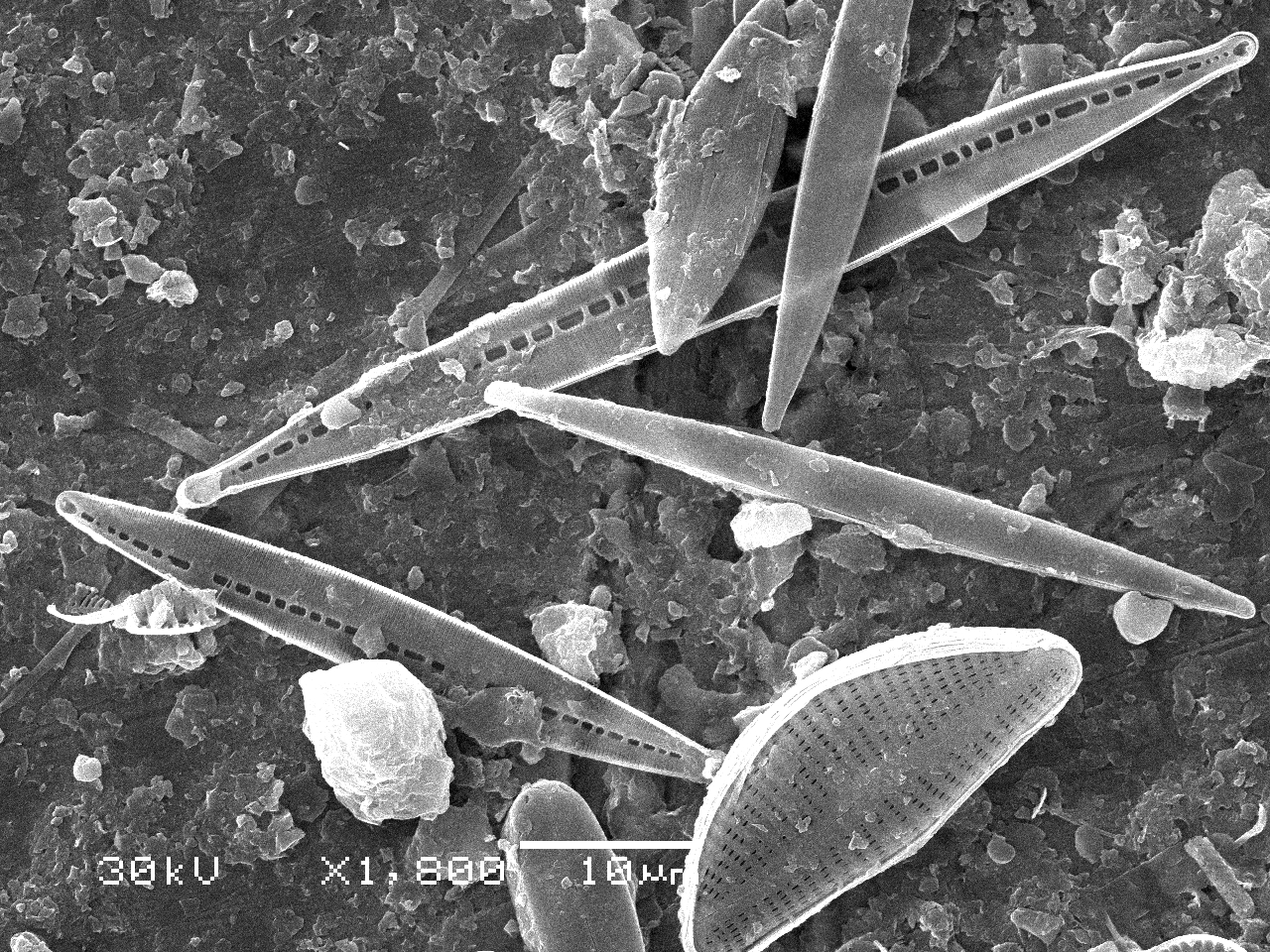
Diversas bacilariofíceas
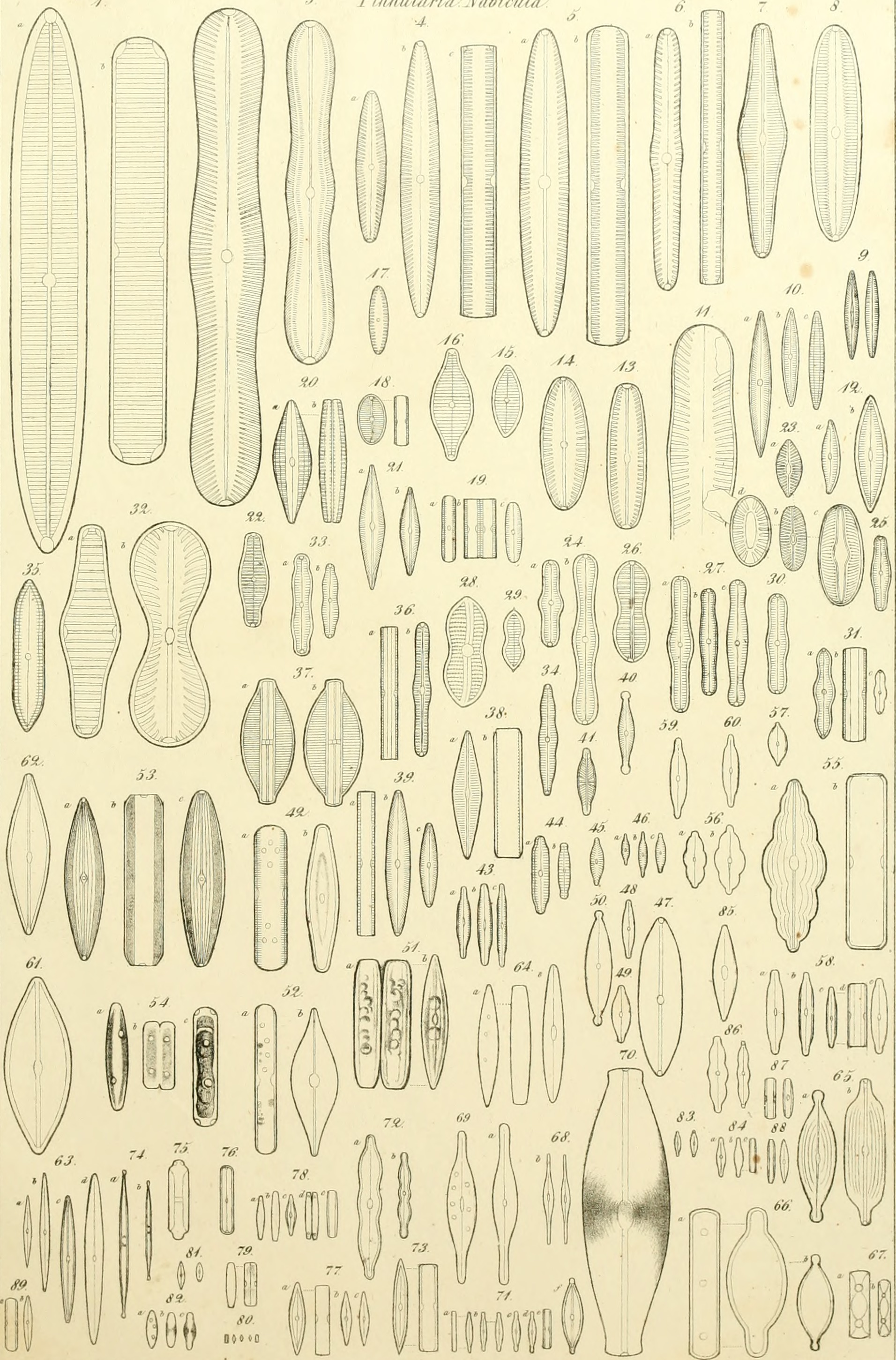
Dibujos de 1853